# HC Strakonice
HC Strakonice (celým názvem: Hockey Club Strakonice) je český klub ledního hokeje, který sídlí ve městě Strakonice v Jihočeském kraji. Založen byl v roce 1908 pod názvem SK Strakonice 1908. První zápas odehráli na rybníku Blaťák proti týmu SK Union Plzeň, který porazili 14:4. Od sezóny 2009/10 působí v Jihočeské krajské lize, čtvrté české nejvyšší soutěži ledního hokeje. Klubové barvy jsou černá, červená a bílá.
V sezóně 2008/2009 se v baráži o 2. ligu umístil na 2. místě, ale nepostoupil. V sezoně 2009/2010 Strakonice skončily v krajském přeboru druhé za týmem TJ Božetice. Za poslední tři roky se Strakonice staly dvakrát přeborníky Jižních Čech.
V sezóně 2010/2011 vyhrály Krajskou ligu a také i kvalifikaci o druhou ligu. V ročníku 2011/2012 skončily Strakonice na 3. místě.
Své domácí zápasy odehrává ve Dudák aréně s kapacitou 2 500 diváků.

## Historické názvy
- 1908 – SK Strakonice 1908 (Sportovní Klub Strakonice 1908)
- 1950 – ZSJ Strakonice (Závodní sokolská jednota Strakonice)
- 1953 – Jiskra Strakonice
- 1969 – přechod pod oddíl TJ ČZ Strakonice [3]
- 1992 – HC Strakonice (Hockey Club Strakonice) [4]

## Přehled ligové účasti
Stručný přehled
Zdroj:
- 1992–1993: Jihočeský krajský přebor (4. ligová úroveň v Československu)
- 1993–1994: 2. liga – sk. Západ (3. ligová úroveň v České republice)
- 1994–1998: Jihočeský krajský přebor (4. ligová úroveň v České republice)
- 1998–2004: 2. liga – sk. Západ (3. ligová úroveň v České republice)
- 2004–2007: 2. liga – sk. Střed (3. ligová úroveň v České republice)
- 2007–2009: Jihočeský krajský přebor (4. ligová úroveň v České republice)
- 2009– : Jihočeská krajská liga (4. ligová úroveň v České republice)

Jednotlivé ročníky
Zdroj:
Legenda: ZČ - základní část, červené podbarvení - sestup, zelené podbarvení - postup, fialové podbarvení - reorganizace, změna skupiny či soutěže
| Československo (1992 – 1993) |                          |           |           |                                                                   |                                |
| Sezóny                       | Soutěž                   | Úroveň    | ZČ        | Play-off, nadstavba, sk. o udržení...                             | Poznámky                       |
| 1992/93                      | Jihočeský krajský přebor | 4. úroveň | 1. místo  |                                                                   | Postup                         |
| Česko (1993 – )              |                          |           |           |                                                                   |                                |
| Sezóny                       | Soutěž                   | Úroveň    | ZČ        | Play-off, nadstavba, sk. o udržení...                             | Poznámky                       |
| 1993/94                      | 2. liga – sk. Západ      | 3. úroveň | 8. místo  | Ne                                                                | Prodej licence béčku Litvínova |
| 1994/95                      | Jihočeský krajský přebor | 4. úroveň | 4. místo  |                                                                   |                                |
| 1995/96                      | Jihočeský krajský přebor | 4. úroveň | 1. místo  | Baráž o 2. ligu (výhra)                                           | Prodej licence do Ytongu Brno  |
| 1996/97                      | Jihočeský krajský přebor | 4. úroveň | 2. místo  |                                                                   |                                |
| 1997/98                      | Jihočeský krajský přebor | 4. úroveň | 1. místo  |                                                                   | Kvalifikace                    |
| 1998/99                      | 2. liga – sk. Západ      | 3. úroveň | 18. místo | Ne                                                                | Baráž                          |
| 1999/00                      | 2. liga – sk. Západ      | 3. úroveň | 15. místo | Ne                                                                |                                |
| 2000/01                      | 2. liga – sk. Západ      | 3. úroveň | 13. místo | Ne                                                                |                                |
| 2001/02                      | 2. liga – sk. Západ      | 3. úroveň | 6. místo  | Čtvrtfinále (prohra 0:2 na zápasy s HC Klášterec nad Ohří)        |                                |
| 2002/03                      | 2. liga – sk. Západ      | 3. úroveň | 5. místo  | Osmifinále (prohra 0:2 na zápasy s HC Rebel Havlíčkův Brod)       |                                |
| 2003/04                      | 2. liga – sk. Západ      | 3. úroveň | 4. místo  | Osmifinále (prohra 1:2 na zápasy s TJ HC Vlci Jablonec nad Nisou) | Změna skupiny                  |
| 2004/05                      | 2. liga – sk. Střed      | 3. úroveň | 3. místo  | Semifinále (prohra 2:3 na zápasy s KLH Vajgar Jindřichův Hradec)  |                                |
| 2005/06                      | 2. liga – sk. Střed      | 3. úroveň | 10. místo | Ne                                                                | sk. o udr.                     |
| 2006/07                      | 2. liga – sk. Střed      | 3. úroveň | 12. místo | Ne                                                                | Prodej licence do Rokycan      |
| 2007/08                      | Jihočeský krajský přebor | 4. úroveň | 7. místo  | Vítěz; kvalifikace o 2. ligu (vítěz sk. A)                        | Prodej licence do České Lípy   |
| 2008/09                      | Jihočeský krajský přebor | 4. úroveň | 1. místo  | Vítěz; kvalifikace o 2. ligu (2. místo ve sk. A)                  | Změna názvu soutěže            |
| 2009/10                      | Jihočeská krajská liga   | 4. úroveň | 2. místo  | Finále                                                            |                                |
| 2010/11                      | Jihočeská krajská liga   | 4. úroveň | 1. místo  |                                                                   | Kvalifikace                    |
| 2011/12                      | Jihočeská krajská liga   | 4. úroveň | 2. místo  | Semifinále                                                        |                                |
| 2012/13                      | Jihočeská krajská liga   | 4. úroveň | 6. místo  | Čtvrtfinále                                                       |                                |
| 2013/14                      | Jihočeská krajská liga   | 4. úroveň | 5. místo  | Finále                                                            |                                |
| 2014/15                      | Jihočeská krajská liga   | 4. úroveň | 7. místo  | Čtvrtfinále                                                       |                                |
| 2015/16                      | Jihočeská krajská liga   | 4. úroveň | 11. místo | Ne                                                                |                                |
| 2016/17                      | Jihočeská krajská liga   | 4. úroveň | 4. místo  | Čtvrtfinále                                                       |                                |
| 2017/18                      | Jihočeská krajská liga   | 4. úroveň | 1. místo  | Vítěz                                                             | Kvalifikace                    |
| 2018/19                      | Jihočeská krajská liga   | 4. úroveň | 3. místo  | Semifinále                                                        |                                |
| 2019/20                      | Jihočeská krajská liga   | 4. úroveň | 6. místo  | Semifinále                                                        |                                |
| 2020/21                      | Jihočeská krajská liga   | 4. úroveň | –. místo  |                                                                   | Zrušeno                        |
| 2021/22                      | Jihočeská krajská liga   | 4. úroveň | 4. místo  | Čtvrtfinále                                                       |                                |
| 2022/23                      | Jihočeská krajská liga   | 4. úroveň | 7. místo  | Čtvrtfinále                                                       |                                |
| 2023/24                      | Jihočeská krajská liga   | 4. úroveň | 3. místo  | Čtvrtfinále                                                       |                                |

## Slavní odchovanci
- Roman Turek
- Alexander Salák
- Štěpán Hřebejk
- Václav Král
- Zuzana Králová